# Carlo Forcella
Carlo Forcella (Foggia, 26 maggio 1923 – Foggia, 7 dicembre 2011) è stato un politico italiano.

## Biografia
Membro del Consiglio Nazionale della Democrazia Cristiana dal 1959 al 1979, fu sindaco di Foggia dal 1962 al 1966.